# خوسيه لويس راموس
خوسيه لويس راموس (بالإسبانية: José Luis Ramos) هو مربي وصحفي فنزويلي، ولد في 19 مارس 1785 في كاراكاس في فنزويلا، وتوفي في 5 يوليو 1849 في Maiquetía ‏ في فنزويلا.